# Huambo (tỉnh)
Tỉnh Huambo là một trong 18 tỉnh của Angola. Tỉnh này có diện tích 35.771,15 km² và nằm ở trung bộ quốc gia này. Dân số khoảng 1,9 triệu người, chiếm 15% dân số Angola, 55% dân số thành thị ở tỉnh sinh sống ở thủ phủ Huambo (822.000 người) và thành phố Caála (239.000 người). Tỉnh này có khí hậu nhiệt đới. Huambo là tỉnh lỵ tỉnh này. Với diện tích 34.270 km2, là một trong những tỉnh có diện tích nhỏ hơn, tỉnh có cự ly khoảng 450 km về phía nam phía đông của thủ đô Luanda.
Về hành chính, tỉnh được chia thành 11 thành phố được chia thành 37 xã. Tỉnh này tỉnh Kuanza Sul phía tây bắc, tỉnh Bie ở phía bắc và phía đông, Benguela về phía tây, và tỉnh Huila ở phía nam. 